# Данська монархія
Монархія Данії є конституційним інститутом та історичною установою Королівства Данія. Королівство включає Данію, Гренландію та автономні території Фарерських островів. Королівство Данія виникло та було консолідоване у VIII столітті, його правителі постійно згадуються у франкських записах як «королі» (reges). Під правлінням короля Ґодфреда в 804 році Королівство вже включало всі основні провінції середньовічної Данії.
Нинішнє Королівство Данія було об'єднане королями вікінгів Ґормом Старим і Гаральдом Синьозубим у X столітті. Спочатку це була виборна монархія, та лише в XVII столітті під час правління Фредеріка III монархія стала спадковою. Вирішальний перехід до конституційної монархії відбувся в 1849 році з написанням першої демократичної конституції, яка замінила переважну більшість старої абсолютистської конституції. Нинішня королівська династія є філією герцогської династії Глюксбургів, яка походить із Шлезвіг-Гольштейну в сучасній Німеччині, а сама династія Глюксбургів є допоміжною гілкою Ольденбурзького дому. Глюксбурги також породили монархів Норвегії, Великої Британії та колишнього монарха Греції.
Монархія Данії є конституційною, тому роль монарха визначається та обмежується Конституцією Данії. Згідно з конституцією, остаточна виконавча влада над урядом Данії все ще здійснюється за допомогою королівських повноважень монарха. Ці повноваження використовуються лише відповідно до законів, ухвалених парламентом, або в межах конвенційних обмежень. Монарх обмежується позапартійними функціями, такими як надання нагород і офіційне призначення прем'єр-міністра. Королева і її найближчі родичі виконують різні офіційні, церемоніальні, дипломатичні та представницькі обов'язки.
Королева Маргрете II зійшла на престол після смерті свого батька, короля Фредеріка IX, 14 січня 1972 року. Після вступу на престол королева Маргрете II стала першою жінкою-монархом Данії після Маргарити I, правительки скандинавських країн у 1375–1412 роках під час Кальмарської унії. Данські королівські імена з 1513 року традиційно чергувалися між «Фредерік» і «Кристіан». Маргрете зайняла місце Кристіана, і відповідно її спадкоємцем став кронпринц Фредерік.

## Історія

### Ранні часи

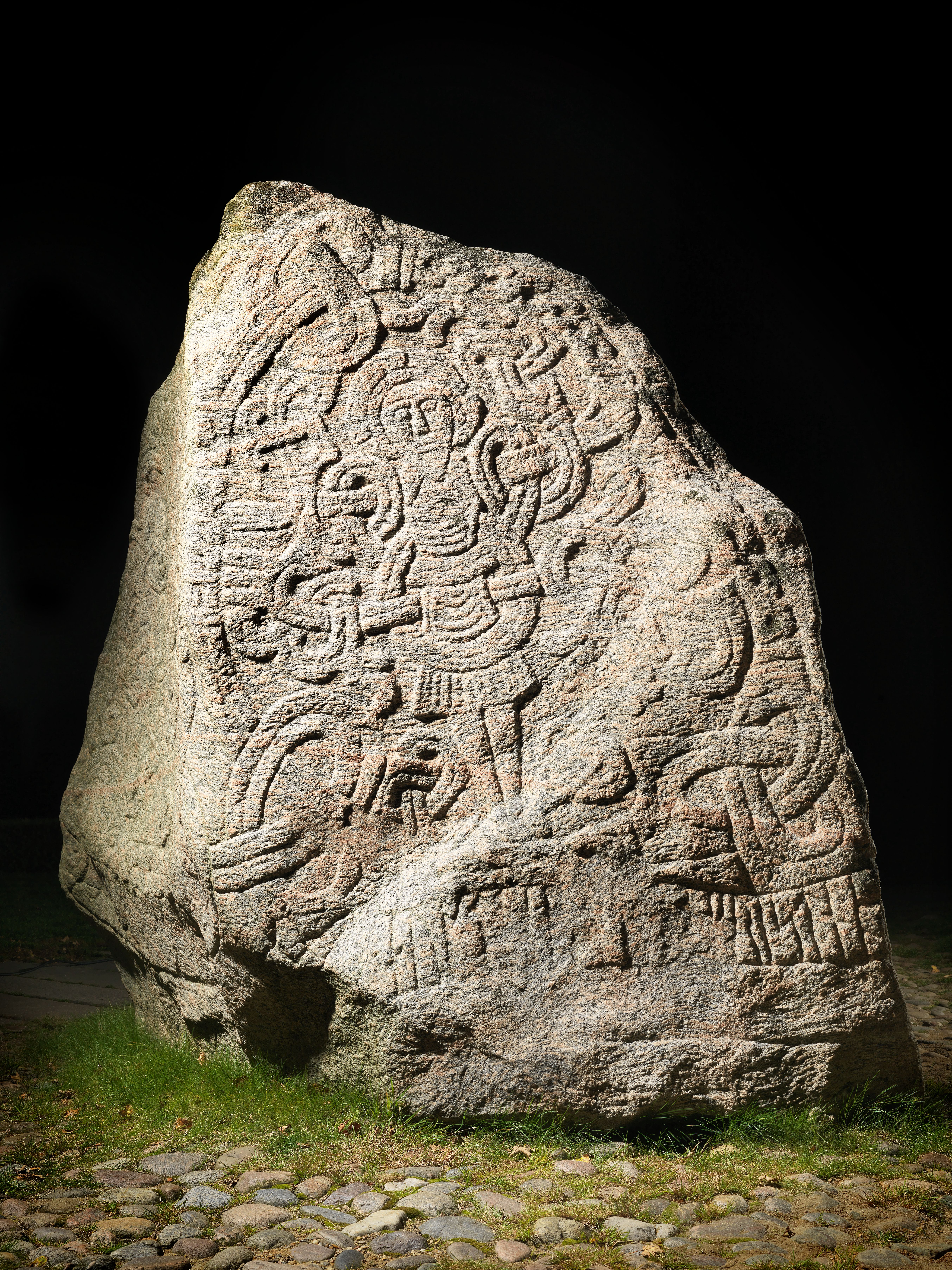
Один із двох каменів в Еллінзі, що засвідчує об'єднання та християнізацію Данії Гаральдом Синьозубим

Данській монархії понад 1200 років, вона була заснована у VIII столітті. Рід королів сучасного королівства Данії можна простежити до Гардекнута, батька Ґорма Старого, який правив на початку та в середині X століття.
Данці були об'єднані та офіційно християнізовані в 965 році Гаральдом Синьозубим, історія якого записана на каменях в Еллінзі. Точні масштаби королівства Гаральда невідомі, хоча можна вважати, що воно простягалося від оборонної лінії Даневірке, включаючи місто вікінгів Хедебю, через Ютландію, Данські острови і до півдня сучасної Швеції — Сконе і Галланд. Крім того, камені в Еллінзі засвідчують, що Гаральд також «переміг» Норвегію. Син Гаральда, Свен Вилобородий, розпочав низку загарбницьких воєн проти Англії, які завершив син Свейна Канут Великий до середини XI століття. Правління Канута стало піком епохи данських вікінгів, його Північноморська імперія включала Англію (1016), Данію (1018), Норвегію (1028) і мала сильний вплив на північно-східне узбережжя Німеччини.
Останній монарх правлячої династії, Хрістофер Баварський, помер у 1448 році без дітей. Граф Кристіан Ольденбурзький, нащадок тітки Вальдемара IV, з допомогою свого дядька Адольфа VIII був обраний наступником Хрістофера і став монархом Данії, правлячи під ім'ям Кристіан I. Таким чином Кристіан I може вважатися засновником Ольденбурзької династії.

### Абсолютизм

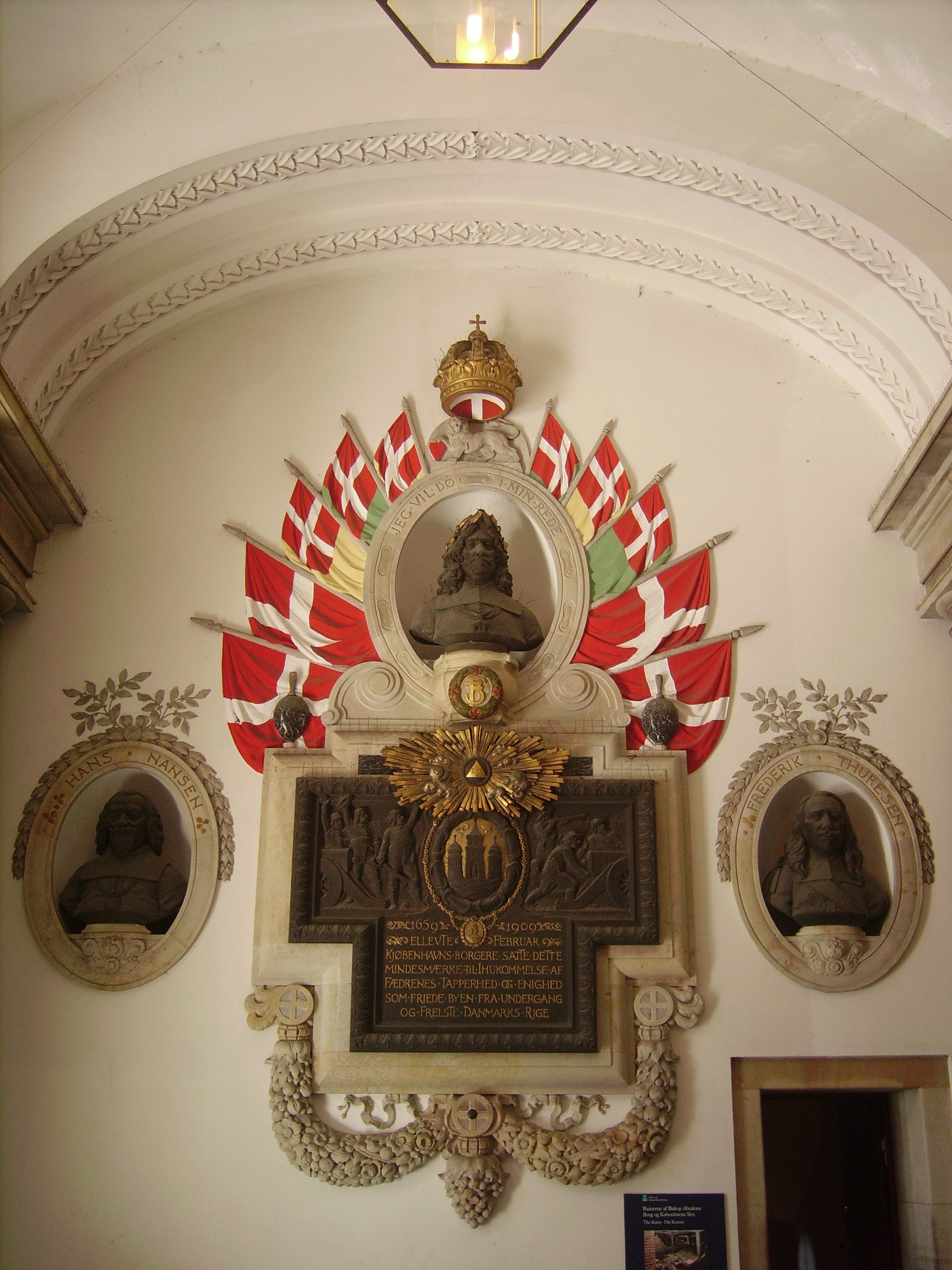
Меморіал у палаці Крістіансборг. Зображено Фредеріка III, на пам'ять про невдалу атаку шведів на Копенгаген у 1659 році

Спочатку данська монархія була виборною, хоча на практиці завжди обирався старший син правлячого монарха. Пізніше королем була підписана Хартія про коронацію, яка обмежувала повноваження данського монарха.
У 1657 році, під час Другої Північної війни, король Фредерік III розпочав мстиву війну проти Швеції, яка обернулася повною катастрофою. Війна стала катастрофою з двох причин: насамперед через те, що новий потужний союзник Данії — Нідерланди, залишався нейтралітетом, оскільки Данія була агресором, а Швеція — захисником. По-друге, взимку 1657–1658 року Бельти замерзли, що дозволило шведському королю Карлу X Густаву перевести свої війська через лід, щоб вторгнутися в Зеландію. Це змусило Данію-Норвегію підписати Роскілльський мирний договір, згідно з яким вони капітулювали та відмовилися від усієї Східної Данії (включаючи Сконе, Галланд, Блекінге та Борнгольм), а також Богуслен і Тренделаг у Норвегії.
Але Друга Північна війна ще не закінчилася. Через три місяці після підписання мирного договору Карл X Густав провів військову раду, де вирішив стерти Данію з карти світу та об'єднати всю Скандинавію під своєю владою. Знову шведська армія прибула під Копенгаген. Однак цього разу данці не панікували і не здалися. Натомість вони вирішили битися і були готові захищатися. Фредерік III залишився у своїй столиці і заохочував громадян Копенгагена чинити опір шведам, кажучи, що він краще «помре у своєму гнізді», а не евакуюється в безпечне місце до Норвегії. Крім того, це оголошення війни Швецією нарешті спричинило альянс Данії-Норвегії з Нідерландами, тому що тепер Данія захищалася, а не нападала. Потужний голландський флот був відправлений до Копенгагена з життєво важливими припасами та підкріпленням, що врятувало місто від захоплення під час шведської атаки.
Карл X Густав раптово помер від хвороби на початку 1660 року, коли планував вторгнення до Норвегії. Після його смерті Швеція уклала мир у Копенгагенському договорі. Шведи повернули Норвегії Тренделаг, а Данії — Борнгольм, але зберегли інші території, отримані двома роками раніше. Нідерланди та інші європейські держави підтримали цей договір, не бажаючи, щоб обидва узбережжя протоки Ересунн контролювалися Данією. Цей договір встановив кордони між Норвегією, Данією та Швецією, які існують і сьогодні. У 1660–1661 роках був запроваджений абсолютизм і виборна монархія була перетворена на спадкову монархію. Офіційна абсолютистська конституція, де абсолютна влада та правонаступництво чоловічої статі були закладені в Королівському законі 1665 року.

### Конституційний період

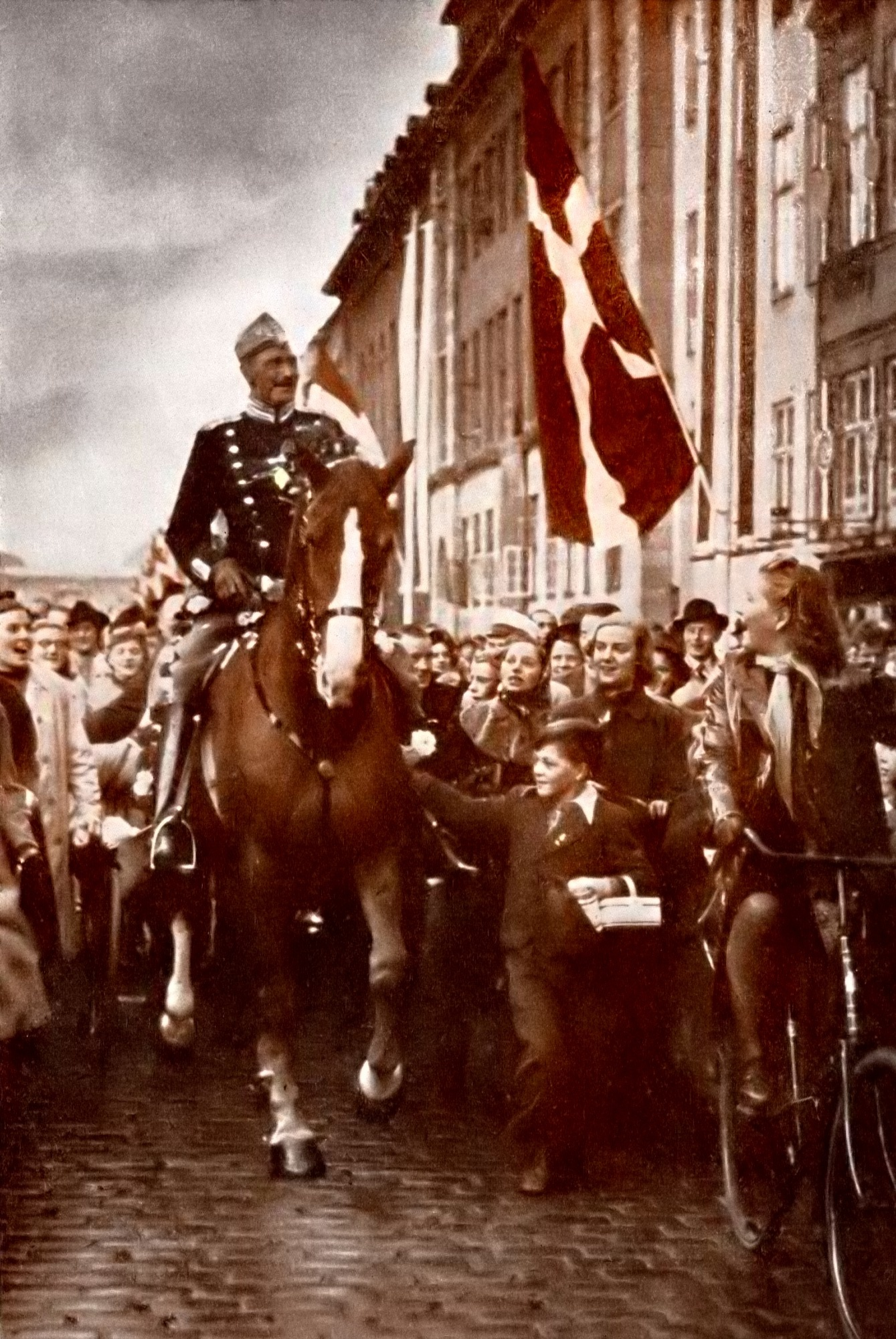
Під час німецької окупації Другої світової війни король Кристіан X став потужним символом національного відродження. Це зображення датується днем народження короля, 26 вересня 1940 року

Коли Фредерік VII вступив на престол у січні 1848 року, йому майже одразу висунули вимоги щодо конституції та припинення абсолютизму. Шлезвіг-Гольштейнці хотіли незалежної держави, тоді як данці хотіли зберегти за собою Південну Ютландію. Невдовзі Фредерік VII поступився вимогам Данії, а в березні він погодився з кінцем абсолютизму, що призвело до прийняття червневої конституції 1849 року. Під час Першої Шлезвізької війни проти німецьких держав у 1848–51 роках Фредерік виступав як «національний лідер», і вважався майже героєм війни, незважаючи на те, що він ніколи не брав активної участі в боях. 5 червня 1849 року до конституції, відомої як Червнева конституція, було внесено зміни для створення конституційної монархії Данії. Оскільки король Фредерік VII не мав законного потомства, принц Кристіан Глюксборзький був обраний у 1853 році як спадкоємець данського престолу зі схвалення великих держав Європи, у світлі очікуваного вимирання старшої лінії Ольденбурзького дому. Виправданням для такого вибору був його шлюб з Луїзою Гессен-Кассельською, яка, як племінниця Крістіана VIII, була близькою родичкою чинного короля.
Після смерті короля Фредеріка VII у 1863 році Кристіан IX зійшов на престол як перший данський монарх з роду Глюксбургів. Згодом Кристіан IX став відомий як тесть Європи через його родинні зв'язки з більшістю інших правлячих династій Європи: його донька принцеса Олександра вийшла заміж за британського короля Едуарда VII, принцеса Дагмар вийшла заміж за російського імператора Олександра III, а принцеса Тіра — за кронпринца Ганновера Ернста Августа. Син Вільгельм став королем Греції Георгом I. Пізніше його онук Карл став королем Норвегії Гоконом VII. Данська королівська сім'я пов'язана з більшістю інших правлячих європейських династій і до сьогодні.
Пасхальна криза 1920 року стала конституційною кризою, яка почалася з відправленням у відставку королем Кристіаном X обраного уряду. Безпосередньою причиною став конфлікт між королем і кабінетом міністрів щодо возз'єднання з Данією Шлезвіга, колишнього данського володіння, яке було завойоване Пруссією під час Другої Шлезвізької війни. Згідно з умовами Версальського договору, приналежність Шлезвіга мала бути визначена двома Шлезвігськими плебісцитами: один у Північному Шлезвігу (сьогодні графство Південна Ютландія Данії), інший у Центральному Шлезвігу (сьогодні частина німецької землі Шлезвіг-Гольштейн). Багато данських націоналістів вважали, що Центральний Шлезвіг слід повернути Данії незалежно від результатів плебісциту, загалом мотивуючи це бажанням побачити Німеччину остаточно ослабленою в майбутньому. Кристіан X погодився з цими настроями та наказав прем'єр-міністру Карлу Теодору Зале включити Центральний Шлезвіг до процесу возз'єднання. Оскільки Данія діяла як парламентська демократія, Зале вважав, що він не зобов'язаний виконувати вимоги монарха. Він відмовився від наказу і через кілька днів подав у відставку після суперечки з королем.
Згодом Кристіан X відправив у відставку решту уряду та замінив його де-факто консервативним урядовим кабінетом під керівництвом Отто Лібе. Ці зміни викликали масові демонстрації та майже революційну атмосферу в Данії, протягом кількох днів майбутнє монархії здавалося дуже сумнівним. У світлі цього почалися переговори між королем і членами соціал-демократів. Зіткнувшись із потенційним поваленням данської монархії, Кристіан X поступився і відправив у відставку власний, створений ним уряд. Це був останній випадок, коли чинний данський монарх приймав виконавче рішення без підтримки кабінету. Після кризи Кристіан X прийняв свою різко скорочену роль як символічного глави держави.
Акт про престолонаслідування був проголошений після референдуму 1953 року, який запровадив можливість успадкування престолу жінок і, по суті, зробив Маргрете II спадкоємицею та можливим наступником свого батька, Фредеріка IX після його смерті.
Після референдуму 2009 року до Закону про спадщину були внесені зміни, згідно з якими першородство більше не ставить чоловіків над жінками. Іншими словами, перша дитина ставала спадкоємцем престолу незалежно від статі.